# Kangerluk (fjord i Grönland, lat 60,98, long -42,77)
Kangerluk är en fjord i Grönland (Kungariket Danmark).   Den ligger i kommunen Kujalleq, i den södra delen av Grönland, 600 km sydost om huvudstaden Nuuk.